# Vaubadon
Vaubadon – miejscowość i dawna gmina we Francji, w regionie Normandia, w departamencie Calvados. W dniu 1 stycznia 2016 roku z połączenia dwóch ówczesnych gmin – Balleroy oraz Vaubadon – powstała nowa gmina Balleroy-sur-Drôme. W 2013 roku populacja Vaubadon wynosiła 440 mieszkańców. 